# 安徽大学堂
安徽大学堂，前身為安慶敬敷书院，后改名安徽高等学堂，是安徽第一所近代大学。刘葆良、严复担任总办。

## 历史
1902年，由安徽高等学堂更名为安徽大学堂。1904年1月，学部颁发《学务纲要》规定：“京师设大学堂，各省只设高等学堂，高等学堂作为大学预备科”。改为安徽高等学堂。1905年初，由鹭鸶桥迁往同安岭老敬敷书院旧址新建成的校舍。1911年，辛亥革命爆发后，高等学堂暂停办。安徽大学堂、高等学堂共培养师范毕业生两个班104人，未毕业学生后转入京师大学堂学习。毕业生包括有王星拱、高语罕、高一涵、胡子穆、赵伦士、陈我鲁、曹镜清等。